# 趙憬
趙憬（736年—796年），字退翁，唐朝渭州隴西（今甘肅隴西縣）人。他好學博雅，操守清白。历任给事中等职。曾出使回紇，不辱使命。德宗貞元年间官至宰相。
其曾祖父為趙仁本。子赵宣亮、赵全亮、赵元亮、赵承亮。

## 延伸阅读
[在维基数据编辑]
 在维基文库阅读此作者作品
 《舊唐書·卷138》，出自刘昫《舊唐書》
 《新唐書·卷150》，出自《新唐書》